# Hassan Moustafa
Hassan Moustafa Musi (in arabo حسن مصطفى موسي‎?; Il Cairo, 28 luglio 1944) è un ex pallamanista e dirigente sportivo egiziano, presidente della Federazione internazionale di pallamano (International Handball Federation - IHF) dal 26 novembre 2000.

## Biografia
Ha studiato al German College of Physical Education and Sports di Lipsia, in Germania, completando il percorso di studi con una tesi di dottorato sull'argomento: Gli elementi amministrativi di una missione di successo di club e federazioni. Parla inglese e arabo.
Ha dedicato la sua vita alla pallamano. Ha giocato per l'Al-Ahly Sporting Club per quindici anni e per la nazionale egiziana per dieci anni. Dopo la fine della sua carriera da giocatore, è stato coinvolto nell'allenatore ed è stato eletto miglior allenatore in Egitto nel 1998. È stato anche un arbitro internazionale di pallamano.
È stato Presidente della Federazione Egiziana di Pallamano dal 1984 al 1992 e dal 1996 al 2008. È stato anche eletto Segretario Generale del Comitato Olimpico Egiziano. È stato Presidente della Commissione IHF per gli allenatori e i metodi della Federazione internazionale di pallamano dal 1992 al 2000.
Il 26 novembre 2000 è stato eletto Presidente della Federazione Internazionale di Pallamano.